# 台灣棒球博物館
臺灣棒球博物館（英語：Taiwan Baseball Museum, TBM）位於遠雄巨蛋，原預定2016年與巨蛋同時開幕，但由於遠雄巨蛋遭臺北市政府停工處份，連帶棒球博物館進度也停頓。

## 歷史
2007年，遠雄巨蛋成立「臺灣棒球博物館籌備處」，由李柏熹負責籌備，他是臺灣唯一參與過臺北小巨蛋、高雄巨蛋與臺北大巨蛋實際營運以及設計規劃的巨蛋體育館專業經理人。李柏熹邀請專業博物館出版社五觀藝術負責人桂雅文擔任召集人，結合了臺灣知名的棒球歷史學家、資深博物館界教授、專業棒球人士等人組成籌備團隊，進行自1906年開始的臺灣棒球百年文物蒐集與展示規劃。
自籌備處成立以來，臺灣棒球博物館提供所典藏棒球文物，主辦或協辦多項大型的棒球展，包括：2013年11月國立臺灣歷史博物館 「逆轉勝：臺灣棒球特展」、高雄美濃客家文物館「蝴蝶飛起國球精神-徐生明紀念特展」，2014年2月嘉義菸酒公賣局嘉義分局臺灣本壘KANO精神棒球展，以及2014年8月第一屆臺灣棒球名人堂特展。
為了拓展臺灣棒球博物館的國際化，李柏熹在2012年、2014年代表臺灣棒球博物館出席美國博物館協會（英語：American Alliance of Museums, AAM）年會，二度拜訪美國國家棒球名人堂暨博物館進行交流，也到美國職棒大聯盟總部進行晤談。同時因為與日本棒球界的深厚關係，2014年6月協助嘉義市政府將雕刻家蒲浩明為KANO所製作的投手吳明捷銅雕送至甲子園歷史館與野球殿堂博物館典藏 ，促進嘉義市的城市行銷與海外交流。
臺灣棒球博物館自2011年起，迄2014年12月止，已典藏超過12,000件珍貴的棒球文物，是目前臺灣最有規模最有系統的棒球文物典藏，遠自台灣日治時期的老球具與出版品，最新有2013年世界棒球經典賽投手陽耀勳的血褲等。包括王貞治、曾紀恩、徐生明、張昭雄、張泰山、王建民、陽岱鋼等台灣重要棒球人，以及嘉義農林棒球隊、紅葉少棒隊、三冠王等臺灣棒球重大事件，都有相關文物典藏。
2015年，遠雄將棒球博物館業務整併至基金會統一運作，5月份遇到巨蛋遭臺北市政府停工處份，連帶棒球博物館業務也停頓。不但典藏文物研究計畫中止，連新文物的蒐集典藏也暫停。

## 外部連結
- 嘉義市長送KANO投手塑像 進日大阪甲子園歷史館 （页面存档备份，存于）
- 台灣棒球博物館[]
- 遠雄巨蛋